# Wodospad Czerwone Piaski
Wodospad Czerwone Piaski (słow. vodopád Červené piesky) – wodospad
w dolinie Czerwone Piaski we wschodniej części Gór Choczańskich na Słowacji. 

## Charakterystyka
Wodospad powstał na zachodnim cieku źródłowym potoku Prosieczanka, który spada z wysokiego skalnego progu, tworzonego przez skały Španiej – północno-wschodniego ramienia Łomów. Wysokość wodospadu to ok. 15 m. Woda spada jednym rzutem z progu do dość dużej misy, zasłanej częściowo kamiennymi blokami, odpadłymi od otaczających ją ścian skalnych. Ilość wody, ze względu na małą powierzchnię zlewiska potoku powyżej wodospadu, jest zwykle niewielka. Znacząco zwiększa się jedynie podczas wiosennych roztopów i po większych opadach deszczu. Poniżej wodospadu woda po kilkudziesięciu metrach znika przez większą część roku w skalnym podłożu krasowej Doliny Prosieckiej.

## Ochrona przyrody
Wodospad leży na terenie objętym rezerwatem przyrody Dolina Prosiecka.

## Turystyka
Wodospad (a konkretnie jego podstawa) jest dostępny krótkim szlakiem łącznikowym, odgałęziającym się na wysokości ok. 820 m, w miejscu zwanym Vidová, od niebiesko znakowanego szlaku turystycznego, biegnącego Doliną Prosiecką.